# Hartkirchen

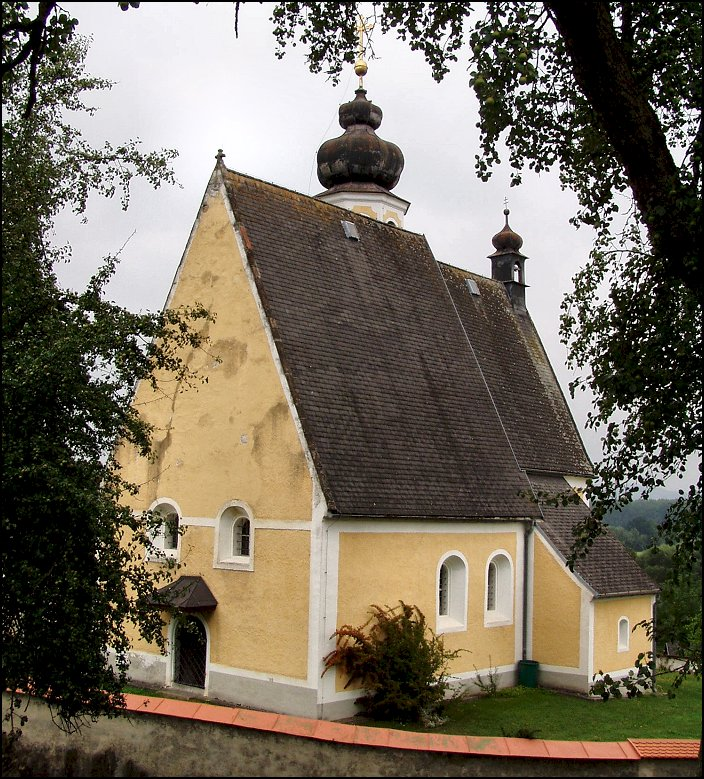
Nhà thờ ở Hartkirchen

Hartkirchen là một đô thị ở bang Oberösterreich, nước Áo. Đô thị này có diện tích 39 km², dân số thời điểm ngày 31 tháng 12 năm 2005 là 4172 người.